# Joseph de Saintignon
Pour les articles homonymes, voir Saintignon.
Joseph de Saintignon (Jean Antoine Joseph, comte de Saintignon ; Boudrezy, 19 mars 1720 - Puxe, 9 mai 1779) est un noble lorrain.
Il est chevalier, seigneur de Puxe, Jandelize et Brainville, lieutenant-général et colonel propriétaire du régiment de cavalerie Saintignon-dragons, en garnison à Gand et à Mons.

## Biographie
Il fait partie de la famille de Saintignon, importante famille en Lorraine du Moyen Âge aux années 1920.
En 1737, il suit le dernier Duc héréditaire de Lorraine, François III, lorsque celui-ci part à Vienne épouser Marie-Thérèse d’Autriche.
Le 19 mars 1749, par son mariage avec sa cousine éloignée Marie Appoline de Saintignon ; il devient seigneur de Puxe (ville située en Meurthe-et-Moselle actuelle).

Blason de la famille de Saintignon
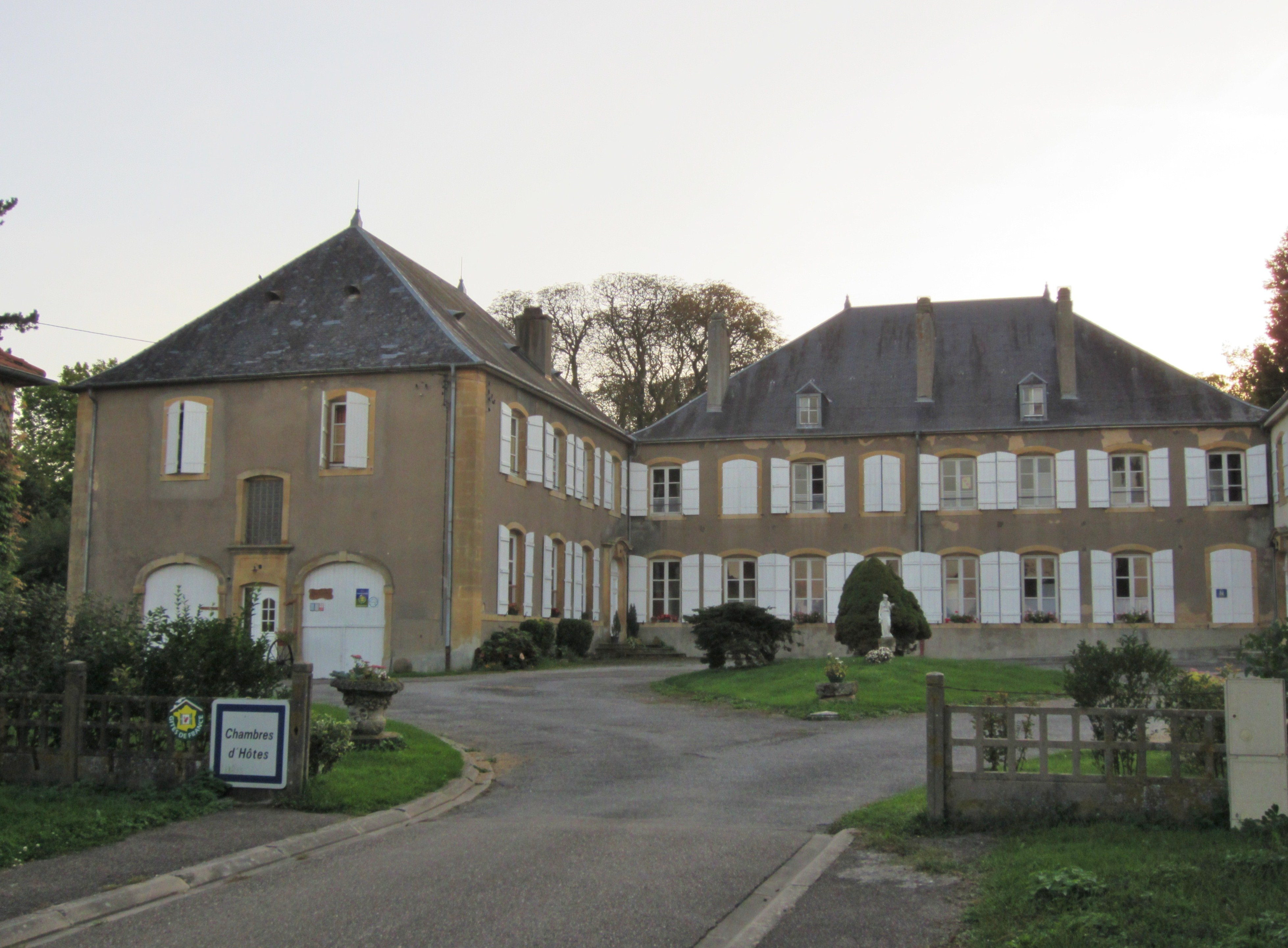
Château de Puxe
Blason de la commune de Puxe
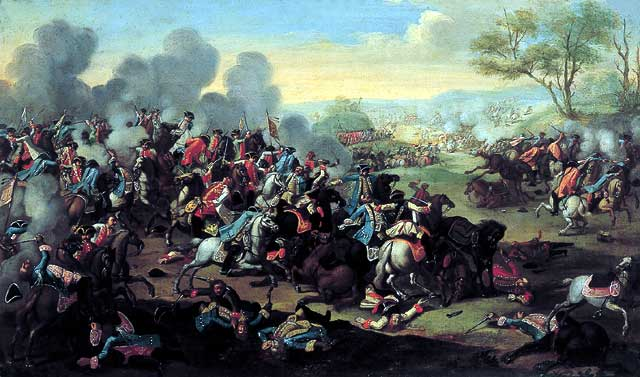
Bataille de Kolin
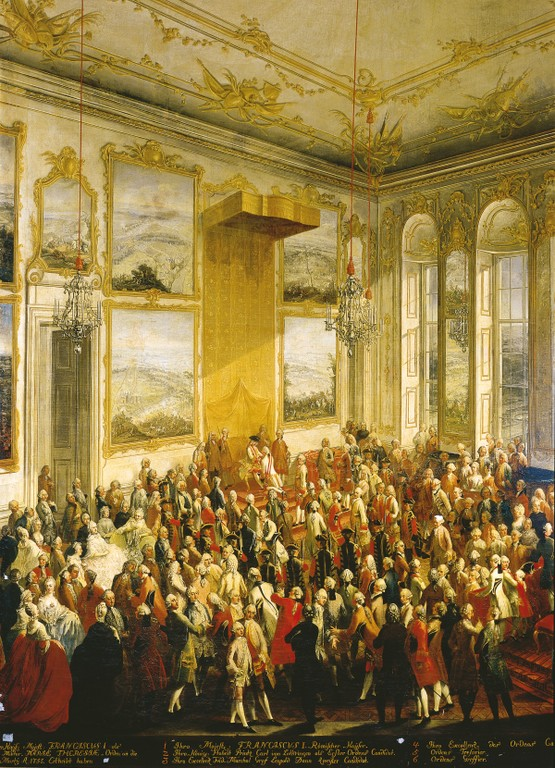
La première cérémonie de l'Ordre de Marie-Thérèse, 1758, peinture à l'huile, atelier de Martin van Meytens
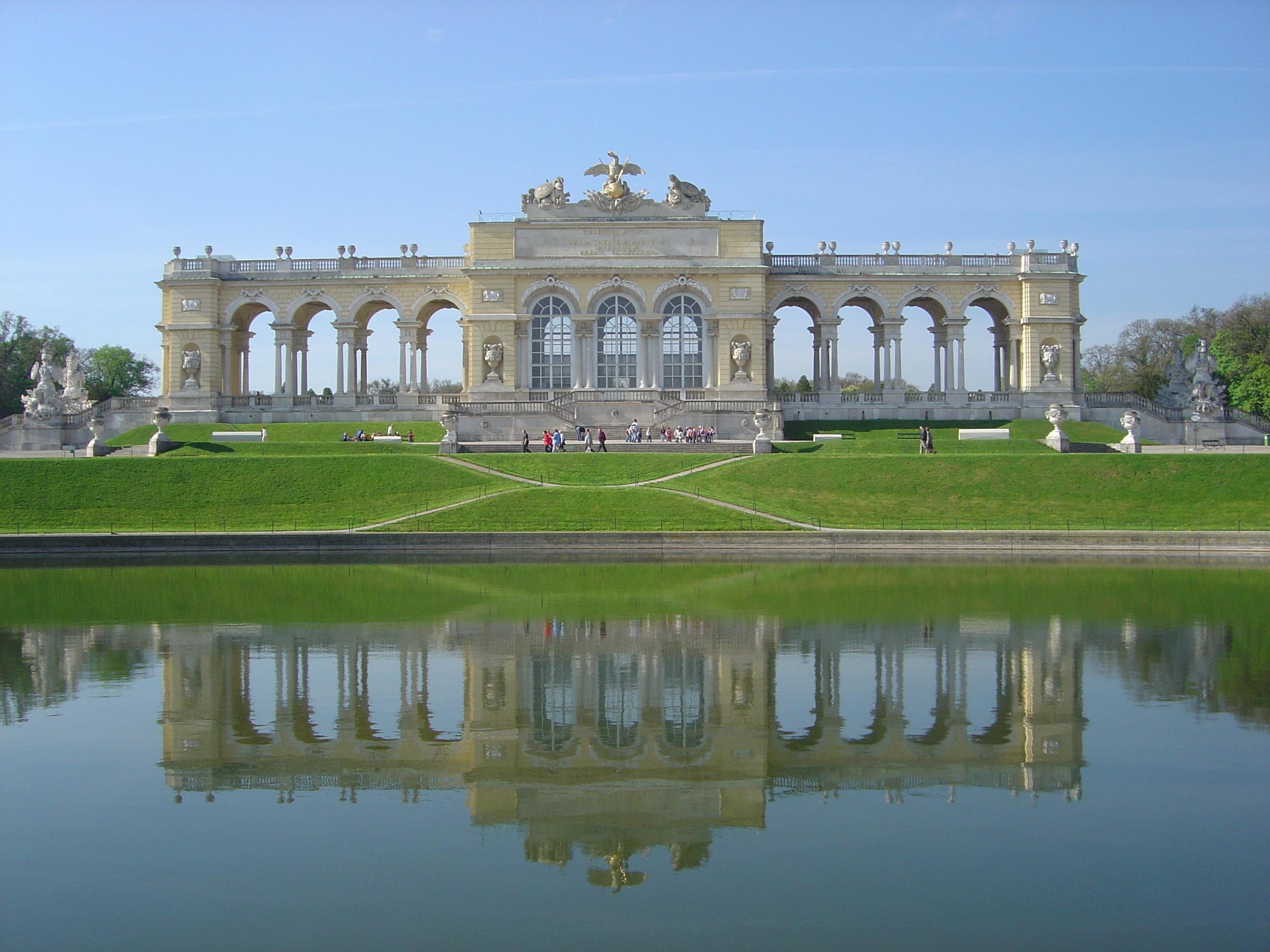
La gloriette du château de Schönbrunn

Il prend les armes dans les troupes impériales lors des guerres que Marie-Thérèse doit entreprendre pour sauvegarder son Empire face aux appétits de conquête de Frédéric II de Prusse. Il se couvre de gloire à la bataille de Kolin en Bohème en 1757 en menant une charge victorieuse contre l’armée prussienne où il est décoré premier chevalier de l’Ordre militaire de Marie-Thérèse.
Cet acte de bravoure lui vaut d'avoir son nom gravé sur la gloriette du Château de Schönbrunn.
Le 14 octobre 1758, il est distingué par le Maréchal Comte de Dun lors de la Bataille de Hochkirch (Saxe).
En 1759, il devient propriétaire d’un régiment de dragons à son nom: le Saintignon-dragons.
Le 23 juin 1760, il participe à la bataille de Landshut (Silesie) où les troupes Autrichiennes battent les troupes Prussiennes.
Le 15 août 1760, il est fait prisonnier par les Prussiens lors de la bataille de bataille de Legnica (actuellement: Pologne).
Le 9 mai 1779, il meurt en son château de Puxe.

## Mariage et descendance
Le 19 mars 1749, il épouse sa proche cousine Marie Appoline de Saintignon. Celle-ci est décorée l’année de son mariage de l’ordre de la Croix étoilée.
Ils vécurent entre leur château de Puxe et Schönbrunn, au service de la cour impériale d'Autriche.
En 1793, après la Révolution, la comtesse de Saintignon devient simple « citoyenne Saintignon ».
Ils auront trois enfants, tous nés au Château de Puxe.
La benjamine, Marie Thérèse Joséphine, alors âgée de 15 ans, épouse à Puxe le 9 mai 1776 Jacques de Venoix, marquis de Milliaubourg (1733- ?), alors âgé de 43 ans et en retraite de son service auprès du roi. La fête fut somptueuse et le marié fit don de 20 000 francs en joyaux et d’un carrosse de six chevaux. Cependant en 1779, pour des raisons inconnues, le marquis repart en Guadeloupe où il avait servi le roi Louis XV au titre de capitaine.
Marie Thérèse Joséphine, sans nouvelle, sans savoir si elle est ou non veuve, finit par se remarier avec Jean Olivier Gaudin (1746-1830) en 1794. Ce dernier devient propriétaire du château de Puxe après la Révolution. Il fut nommé chevalier de Saint Louis le 19 juin 1791, fit la campagne de 1793 à l’armée de la Moselle, fut nommé général de brigade en 1794 et passa à l’armée de Sambre-et-Meuse. Il fut maire de Puxe de l’an 1800 jusqu’au 27 décembre 1830, date de sa mort à l’âge de 84 ans.

## Le régiment Saintignon-dragons

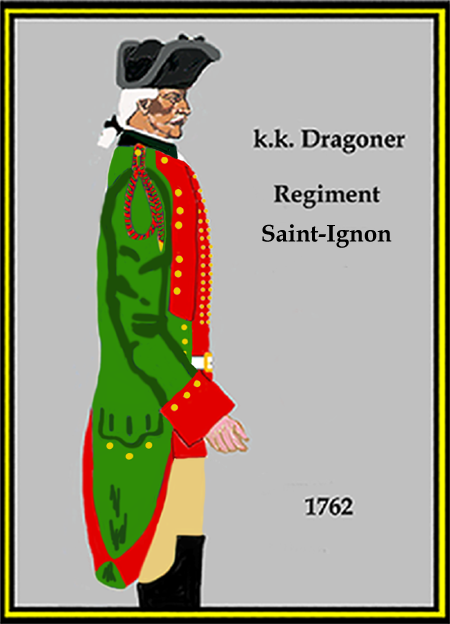
Unifome des dragons de Saint-Ignon.

De 1759 à sa mort, le Comte de Saintignon est colonel propriétaire du « Régiment Saintignon-dragons » (en allemand : Saint-Ignon Dragonerregiment), ou dragons wallons, au sein de l'armée habsbourgeoise,.

## Sources
- Maison de Saintignon, par Lionnois
- Histoire de la dernière guerre, commencée l'an 1756 & finie par la paix d’Hubertsbourg, le 15 février 1763, par Joseph van Caloen
- site du gîte du château de Puxe
- Petit Futé 2008-2009 / Lorraine, Vosges, Par Dominique Auzias, Muriel Lejeune, Virginie Laporte, Muriel Manciaux
- Description de la Lorraine et du Barrois, Par M. Durival
- Mémoire de la Société d'archéologie lorraine et du Musée ..., Volume 7, Par la Société d'archéologie lorraine et du Musée historique lorrain
- Histoire de Lorraine, tome V, par RP Dom Calmet, Abbé de Senones
- Lorraine: Meurthe-et-Moselle, Meuse, Moselle, Vosges, par Jacques Choux
- Au service des Habsbourg: officiers, ingénieurs, savants et artistes lorrains en Autriche, par Alain Petiot,  (ISBN 978-2911043710).